# أولاد عيسى (لعلالشة أولاد ميمون)
أولاد عيسى هو دُوَّار يقع بجماعة الكرعاني، إقليم آسفي، جهة مراكش آسفي في المملكة المغربية. ينتمي الدوّار لمشيخة لعلالشة أولاد ميمون التي تضم 23 دوار. يقدر عدد سكانه بـ 201 نسمة حسب الإحصاء الرسمي للسكان والسكنى لسنة 2004.

## روابط خارجية
- البوابة الوطنية للجماعات الترابية
- المندوبية السامية للتخطيط